# Belisana mainling
Belisana mainling là một loài nhện trong họ Pholcidae. Loài này được phát hiện ở Trung Quốc.